# لیگ دسته یک گیلان
لیگ دسته یک فوتبال استان گیلان، دومین سطح فوتبال استان گیلان می‌باشد. قهرمان و نائب‌قهرمان این مسابقات به جام گیل (لیگ برتر فوتبال استان گیلان) صعود می‌کنند.

## نحوه برگزاری
مسابقات به صورت رفت و برگشت و بین ۹ تیم برگزار می‌شود. قهرمان و نائب قهرمان لیگ دسته یک گیلان به لیگ برتر فوتبال استان صعود می‌کنند. این مسابقات هر سال توسط هیئت فوتبال استان گیلان برگزار می‌شود. برخی از مسابقات مهم این لیگ توسط وبگاه آنتن که متعلق به پایگاه خبری ورزش‌سه است، پخش می‌شود.

## باشگاه‌های حاضر در فصل ۱۴۰۳-۱۴۰۲
- باشگاه فوتبال شاهین خشکبیجار
- باشگاه فوتبال اصغر مرتضوی تالش
- باشگاه فوتبال سپیدرود شهر باران
- باشگاه فوتبال خزر چاف لنگرود
- باشگاه فوتبال پیمان رستم‌آباد
- باشگاه فوتبال شهرداری حویق تالش
- باشگاه فوتبال پدیده املش
- باشگاه فوتبال آرنا لاهیجان
- باشگاه فوتبال آینده‌سازان سیاهکل